# Michèle Lalonde
Michèle Lalonde (* 23. Juli 1937 in Montreal; † 22. Juli 2021 in Montreal) war eine kanadische Lyrikerin, Essayistin, Dramatikerin und Drehbuchautorin.

## Leben
Lalonde studierte Philosophie an der Universität Montreal. Von 1976 bis 1980 war sie Professorin für Zivilisationsgeschichte an der École nationale de théâtre. Von 1982 bis 1986 war sie Präsidentin der Fédération internationale des écrivains de langue française (FIDELF), von 1984 bis 1986 Präsidentin der Union des écrivaines et des écrivains québécois.
Bekannt wurde Lalonde mit dem Poem Speak White. Dieses wurde erstmals 1970 bei der Nuit de la poésie rezitiert und erschien 1974 im Druck. Es thematisierte die kulturelle, soziale und ökonomische Benachteiligung der frankophonen Kanadier und wandte sich gegen alle Formen von Kolonialismus und Imperialismus. Sie beteiligte sich an den Chants et poèmes de la résistance zu Gunsten politischer Gefangener in Québec, an der Nuit de la poési und ähnlichen Veranstaltungen in Québec und im Ausland. Sie arbeitete aktiv mit der Zeitschrift Liberté und einigen anderen literarischen Publikationen in Quebec zusammen und war auch Mitglied der Redaktion von Maintenant. Neben Schriften zur sprachlichen und nationalen Frage verfasste sie auch Radiotexte und Filmkommentare.
1973 schrieb sie das Drehbuch für Jacques Gagnés Film La Conquête. 1980 verfasste sie den Text zu dem von Bernard Bonnier komponierten Rezitativ Métaphore pour un nouveau monde. Im gleichen Jahr tourte sie mit dem Programm 7 Paroles du Québec (mit Gaston Miron, Michel Garneau, Paul Chamberland, Gilbert Langevin, Yves-Gabriel Brunet, Raôul Duguay und sieben Musikern) durch Frankreich. 1984 schrieb sie das Poem Âmes et navires, das mit der Musik von Jean Sauvageau bei der Show Son et Lumières im Rahmen der Veranstaltung Québec 1534–1984 vor den Parlament von Québec aufgeführt wurde. 
Der Regisseur Jean-Claude Labrecque porträtierte Lalonde 1977 in einem Kurzfilm. 1980 wurde sie mit dem Prix Duvernay ausgezeichnet. Beim Marché francophone de la poésie gewann sie 2004 den Prix du poète.

## Werke
- Ankrania ou celui qui crie, Schauspiel, 1956
- Songe de la fiancée détruite, Gedichte, 1958
- Geôles, Gedichte, 1959
- Terre des hommes, Gedichte, 1967
- Drehbuch zum Film La Conquête von Jacques Gagné, 1973
- Traffic d’influences, Schauspiel, 1976
- Dernier recours de Baptiste à Catherine, Schauspiel, 1977
- Portée disparue, Gedichte, 1979
- Défense et illustration de la langue québécoise, Essay, 1979
- Métaphore pour un nouveau monde, 1980
- Cause commune. Manifeste pour une internationale des petites cultures, Essay (mit Denis Monière), 1981